# Aeroportul Municipal Lawrence
Aeroportul Municipal Lawrence (IATA: LWM, ICAO: KLWM, FAA LID: LWM) este un aeroport din Massachusetts, Statele Unite ale Americii ce deservește zona Lawrence⁠(d). Aeroportul a fost tranzitat în 2019 de 46 de pasageri. A fost numit după zona deservită.
Situat la o altitudine de 45 m, aeroportul dispune de 2 piste.

## Infrastructură

### Piste
Aeroportul dispune de 2 piste. Pista 05/23 are suprafața de asfalt și dimensiunile 5.001 picioare × 150 picioare. Pista 14/32 are suprafața de asfalt și dimensiunile 3.900 picioare × 100 picioare. 